# Acanthemblemaria mangognatha
Acanthemblemaria mangognatha är en fiskart som beskrevs av Roxanne Irene Hastings och Robertson, 1999. Acanthemblemaria mangognatha ingår i släktet Acanthemblemaria och familjen Chaenopsidae. IUCN kategoriserar arten globalt som sårbar. Inga underarter finns listade i Catalogue of Life.